# Stor nålmossa
Stor nålmossa (Rhynchostegiella tenuicaulis) är en bladmossart som beskrevs av Karttunen 1990. Enligt Catalogue of Life ingår Stor nålmossa i släktet nålmossor och familjen Brachytheciaceae, men enligt Dyntaxa är tillhörigheten istället släktet nålmossor och familjen Brachytheciaceae. Arten är reproducerande i Sverige. Inga underarter finns listade i Catalogue of Life.